# Paklitaksel
Paklitaksel (PTX), u prodaji dostupan pod nazivom Taksol između ostalih, koristi se kao hemoterapijski lek tretiranje više tipova kancera. Time su obuhvaćeni rak jajnika, rak dojke, rak pluća, Kapošijev sarkom, rak grlića materice, i rak gušterače. On se primenjuje putem injekcije u venu. Dostupna je i za albumin vezana formulacija.
Paklitaksel je izolovan iѕ kore drveta taxus brevifolia i nazvan je taksol. Istraživanja su pokazala da je upravo taksol  najaktivnije jedinjenje u borbi protiv raka.
Strukturu taksola odredili su 1971godine američki naučnici Monro Vol i Mansuk Vani, ali je prošlo još dosta vremena pre no što je ostvaren dalji napredak u istraživanju. 1979. godine Suzan Horvic je pokazala da taksol ima do tada nepoznat, potpuno drugačiji mehanizam citotoksičnog dejstva.

## Delovanje taksola na ćelije raka
Taksol remeti ravnotežu u stvaranju mikrotubula - proteinske strukture koja u ćeliji ima brojne funkcije, od kojih je jedna i strukturiranje ćelije u fazi deobe. Mikrotubule su već bile meta u primeni hemoterapije, ali za razliku od agensa poput koljčicina ili vinblastina, koji sprečavaju njihovo nastajanje, taksol ih stabilizuje u obliku koji je strukturno izmenjen u odnosu na uobičajenu formu. Ovo se dešava u osetljivoj fazi deobe ćelije, koja biva zaustavljena, a ćelija dobija signal za apoptozu, tj. programiranu smrt. S obzirom da se ćelije raka dele mnogo brže od normalnih ćelija, one bivaju pogođene ovim dejstvom. Taksol se pokazao na taj način kao najefikasniji agens za lečenje raka jajnika i raka dojke.

## Osobine
Paklitaksel je organsko jedinjenje, koje sadrži 47 atoma ugljenika i ima molekulsku masu od 853,906 .
| Osobina                  | Vrednost |
| ------------------------ | -------- |
| Broj akceptora vodonika  | 14       |
| Broj donora vodonika     | 4        |
| Broj rotacionih veza     | 14       |
| Particioni koeficijent ( | 3,1      |
| Rastvorljivost (logS, log(mol/L))       | -8,6     |
| Polarna površina (PSA, Å2)  | 221,3    |

## Literatura
- Hardman JG, Limbird LE, Gilman AG (2001). Goodman & Gilman's The Pharmacological Basis of Therapeutics (10. изд.). New York: McGraw-Hill. ISBN 0071354697. doi:10.1036/0071422803.
- Thomas L. Lemke; David A. Williams, ур. (2007). Foye's Principles of Medicinal Chemistry (6. изд.). Baltimore: Lippincott Willams & Wilkins. ISBN 0781768799.

## Spoljašnje veze
|  | Molimo Vas, obratite pažnju na važno upozorenje u vezi sa temama iz oblasti medicine (zdravlja). |